# 宮地町
宮地町（みやじまち）は、熊本県阿蘇郡にあった町。現在の阿蘇市一の宮町宮地にあたる。

## 地理
- 山岳：阿蘇山（中岳、高岳、楢尾岳）

## 歴史
- 1889年（明治22年）4月1日 - 町村制の施行により、近世以来の宮地村が単独で自治体を形成。大字は設置せず。
- 1901年（明治34年）1月1日 - 宮地村が町制施行して宮地町となる。
- 1954年（昭和29年）4月1日 - 坂梨村・中通村・古城村と合併して一の宮町が発足。同日宮地町廃止。同町大字宮地となる。

## 交通

### 鉄道路線
- 日本国有鉄道
  - 豊肥本線
    - 宮地駅

現在は旧町域に仙酔峡ロープウェイ（休止中）が所在するが、当時は未開業。

### 道路
- 国道216号（現・国道57号）

## 名所・旧跡・観光スポット・祭事・催事
- 阿蘇神社
- 仙酔峡

## 出身・ゆかりのある人物
- 宮川経輝 - 熊本バンド、大阪教会牧師